# Danilo Kiš
Danilo Kiš (Subotica, 22 de fevereiro de 1935 – Paris, 15 de outubro de 1989) foi um escritor iugoslavo/sérvio.
Danilo Kiš nasceu em Subotica, na antiga Iugoslávia, filho de Eduard Kiš e Milica Kiš. Durante a Segunda Guerra Mundial, ele perdeu o pai e grande parte de sua família nos campos de concentração nazistas.
Kiš estudou literatura na Universidade de Belgrado e se formou em 1958. Em 1962, ele publicou seus dois primeiros romances Mansarda e Psalam 44. Nos anos seguintes, Danilo Kiš recebeu um grande número de prêmios nacionais e internacionais por seus trabalhos em prosa e poesia. Passou a maior parte de sua vida em Paris, de onde traduziu poetas húngaros e russos para francês e verteu para servo-crota escritores franceses como Ossip Mandelstam,Baudelaire, Verlaine, entre outros.
Foi nomeado para o prêmio Nobel de Literatura em 1989, mas um câncer de pulmão causou sua morte em outubro deste mesmo ano. No Brasil, sua obra mais conhecida é Basta, Pepeo - publicada pela Companhia das Letras em 1986 sob o título de Jardim, Cinzas.